# Oberndorf an der Melk

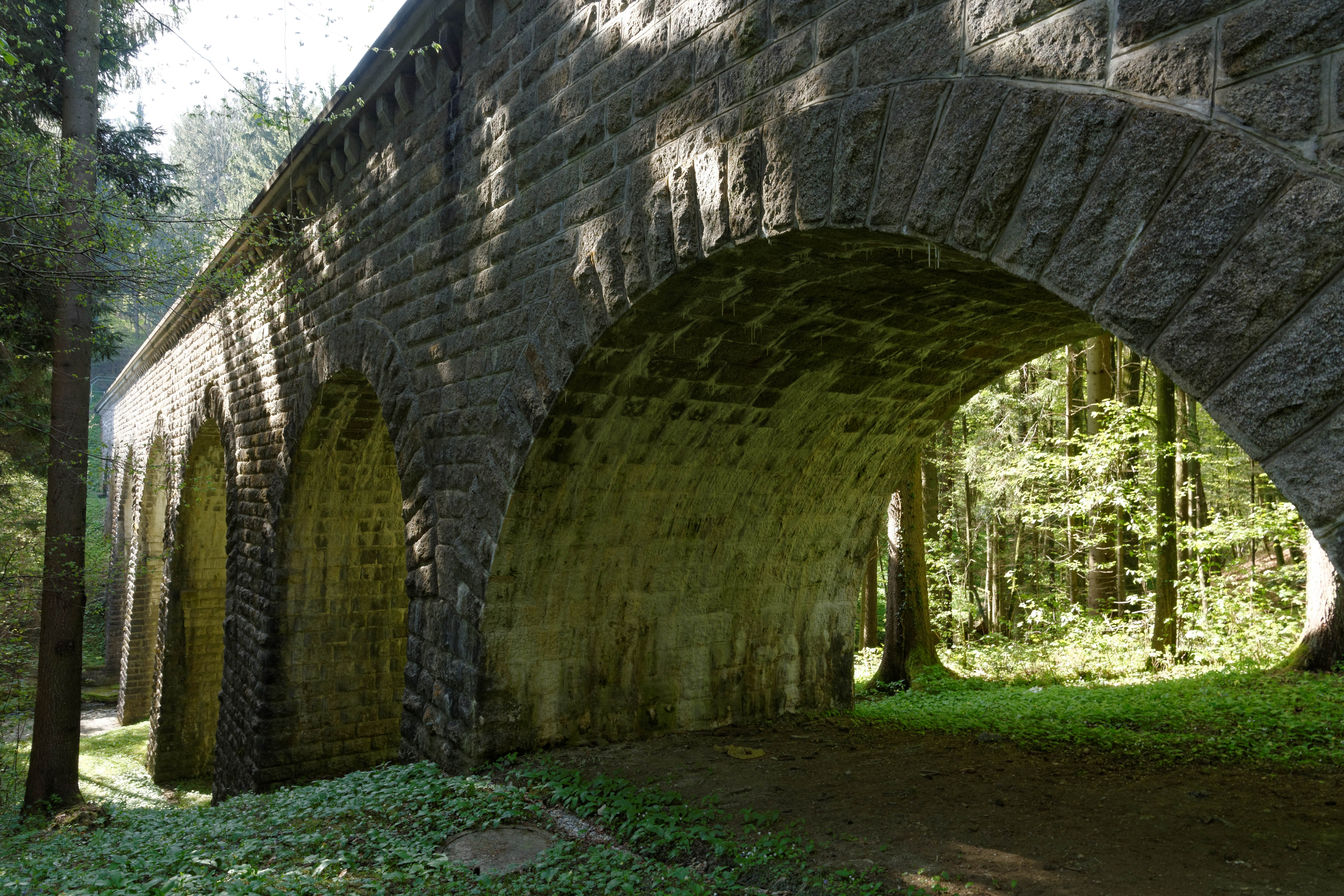
Akvadukt v Oberndorfu

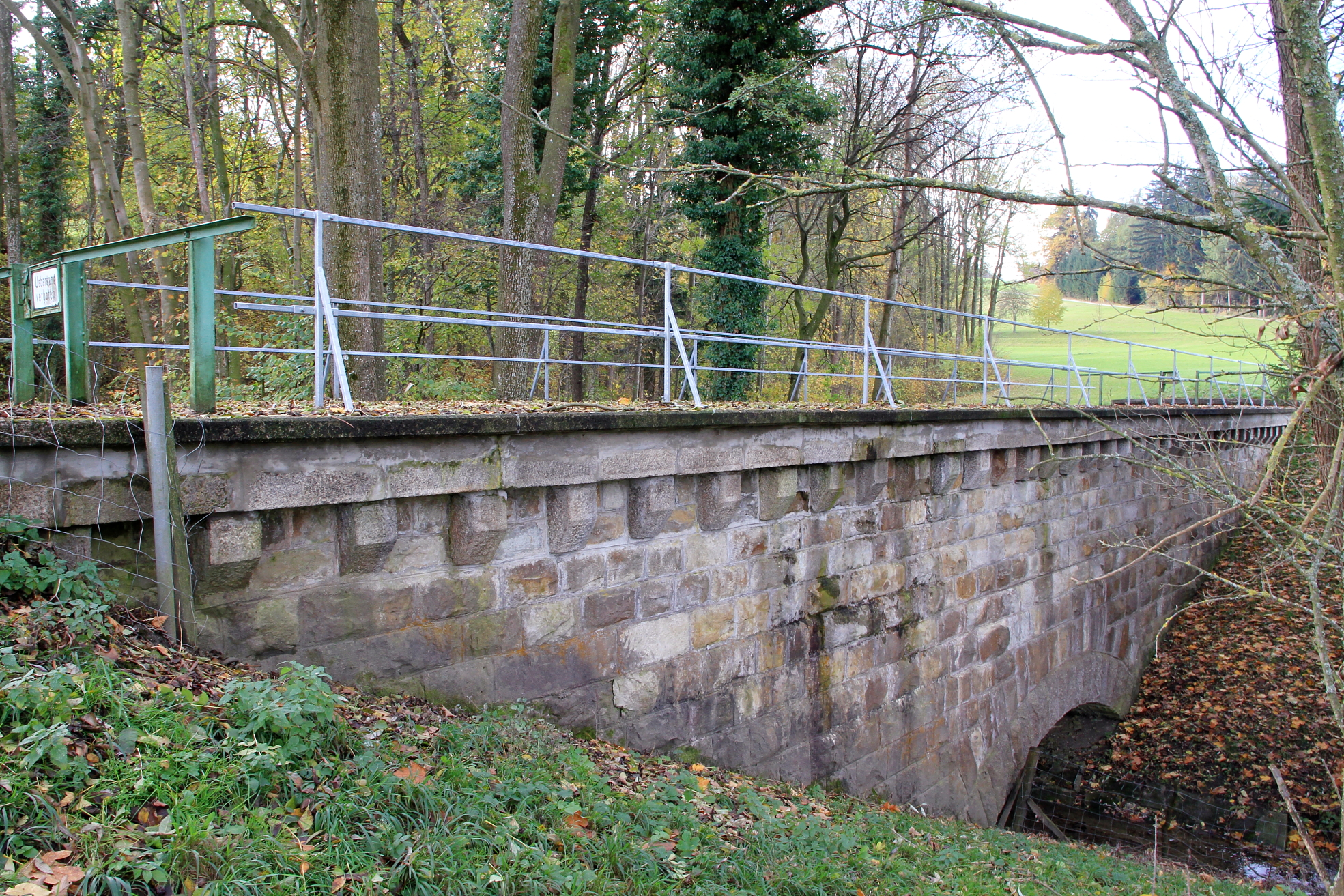
Akvadukt v Oberndorfu

Oberndorf an der Melk je městys v okrese Scheibbs, ve spolkové zemi Dolní Rakousko. V lednu 2015 zde žilo celkem 2964 obyvatel.

## Geografie
Městys leží na severovýchodě okresu. Jeho rozloha je 42,93 km², z toho 14,79% je zalesněno. Nadmořská výška území je zhruba od 260 m až po 585 m (hora Fußmeißelberg).
Územím městyse protéká od jihozápadu k severovýchodu řeka Melk. Souběžně s ní ale také prochází obcí zemská silnice Manker Strasse B29, která spojuje město Scheibbs s městem Mank.
Městys je tvořen celkem 50 vesničkami nebo osadami.

### Sousední obce
Sousedními obcemi jsou Wieselburg-Land na severu, Sant Georgen an der Leys na jihu, Scheibbs na jihozápadě a Purgstall an der Erlauf na západě. Na severovýchodě sousedí s okresem Melk.

## Politika

### Starostové
- do roku 2005 Hans Ornezeder (ÖVP)
- 2005–2018 Franz Sturmlechner (ÖVP)
- od roku 2018 Walter Seiberl (ÖVP)

### Externí data
- http://www.oberndorf-noe.at